# Khanapur, Raichur
Khanapur là một làng thuộc tehsil Raichur, huyện Raichur, bang Karnataka, Ấn Độ.